# Euphorbia bolusii
Euphorbia bolusii är en törelväxtart som beskrevs av Nicholas Edward Brown. Euphorbia bolusii ingår i släktet törlar, och familjen törelväxter. Inga underarter finns listade i Catalogue of Life.